# Гері Расселл-молодший
Гері Расселл-молодший (англ. Gary Russell Jr; 5 червня 1988, Вашингтон, США) — американський професійний боксер, який виступає в напівлегкій ваговій категорії (до 57,2 кг). Чемпіон світу за версією WBC (2015 — 2022), бронзовий призер чемпіонату світу 2005 року серед аматорів. «Найперспективніший боксер» 2011 року за версією журналу «Ринг».

## Аматорська кар'єра
Расселл народився в сім'ї боксерів. Четверо його братів також займалися боксом. З 7 років Гері став займатися боксом.
В 2004 у віці 16 років він виграв юнацькі Олімпійські ігри в США. А вже наступного року виграв національний чемпіонат «Golden Glovers» і, слідом, чемпіонат США.
2005 року взяв участь у чемпіонаті світу в Мяньяні (Китай) у легшій вазі (до 54 кг). У першому турі Расселл перебоксував досвідченого болгарського боксера Детеліна Далаклієва. У наступних боях переміг канадця Тайсона Кейва і йорданця Алі Ібрагіма. У півфіналі Расселл програв за очками боксерові з Німеччини Рустамходжі Рахімову і завоював бронзову медаль чемпіонату.
2006 року виграв чемпіонат США. 2007 року виграв кваліфікаційний відбір для участі в Олімпійських іграх. Переміг у фіналі мексиканця Роберто Маррокуіна.
2007 року взяв участь у чемпіонаті світу у Чикаго (США) у легшій вазі. Переміг Рудольфа Діді (Словаччина), П'ютера Мойшенсона (Ізраїль) та Алі Аллаба (Франція), а у чвертьфіналі програв російському боксерові Сергію Водоп'янову.

## Професіональна кар'єра
Расселл дебютував на професійному рингу в січні 2009 в напівлегкій ваговій категорії.
У липні 2010 нокаутував у першому раунді досвідченого колумбійського боксера Маурісіо Пастрана.
2011 року переміг досвідчених боксерів з Мексики: Антоніо Меца (24-9-1), Леоніло Міранду (32-3), Херіберто Руїса (46-11-2). За ці досягнення удостоївся звання «Самого перспективного боксера» 2011 року за версією журналів «Ринг», «Sports Illustrated» та телеканалу ESPN.
2013 року Расселл розгромив за очками росіянина Вячєслава Гузєєва (20-2) і завоював перше місце в рейтингу WBO в напівлегкій вазі.

### Чемпіонський бій з Василем Ломаченко
Після того, як чемпіон світу за версією WBO Орландо Салідо піднявся у вищу вагову категорію, Гері Расселл молодший повинен був провести бій за вакантний титул з дворазовим олімпійським чемпіоном Василем Ломаченко. Ломаченко знаходився в конкуруючої промоутерської компанії (Top Rank), і були призначені торги за право проведення поєдинку. Тендер виграла компанія Golden Boy Promotions зі ставкою $1052500, в той час як Top Rank Promotions запропонувала $1,05 млн.
21 червня 2014 року Расселл зазнав першої поразки в профікар'єрі, поступившись в бою за вакантний титул чемпіона світу за версією WBO у напівлегкій вазі Василю Ломаченко рішенням більшості суддів — двічі 116-112 і 114-114.

### Чемпіонський бій з Джонні Гонсалесом
28 березня 2015 року Гері Расселл-молодший зустрівся з чемпіоном світу за версією WBC 33-річним мексиканцем Джонні Гонсалесом (57-8). Расселл впевнено контролював хід всього поєдинку, був швидшим і тричі відправляв Гонсалеса в нокдаун. Після третього падіння чемпіона рефері дав відмашку. Гері Расселл-молодший став новим чемпіоном світу за версією WBC в напівлегкій вазі.

### Бій з Джозефом Діасом
19 травня 2018 року Расселл захистив титул чемпіона в бою проти непереможного співвітчизника Джозефа Діаса (26-1), перемігши його одноголосним рішенням суддів — двічі 117-111 і 115 - 113.

### Таблиця боїв
| 31 Перемога (18 нокаутом, 13 за рішенням суддів), 2 Поразки (0 нокаутом, 2 за рішенням суддів) |        |                                |        |         |      |                 |                                               |                                                                       |
| Результат                                                                                      | Рекорд | Суперник                       | Спосіб | Раунд   | Час  | Дата            | Місце проведення                              | Примітки                                                              |
| Поразка                                                                                        | 31-2   | Марк Магясо                    | MD     | 12 (12) | 12   | 22 січня 2022   | Borgata, Атлантік Сіті, Нью Джерсі, U.S.      | Втратив титул чемпіона WBC у напівлегкій вазі (6-ий захист Расселла)  |
| Перемога                                                                                       | 31-1   | Нямбаярин Тегсцогт (11-0)      | UD     | 12 (12) |      | 8 лютого 2020   | PPL Center, Аллентаун, Пенсільванія           | Захистив титул чемпіона WBC у напівлегкій вазі (5-ий захист Расселла) |
| Перемога                                                                                       | 30-1   | Кіко Мартінес (39-8-2)         | TKO    | 5 (12)  |      | 18 травня 2019  | Barclays Center, Бруклін, Нью-Йорк            | Захистив титул чемпіона WBC у напівлегкій вазі (4-ий захист Расселла) |
| Перемога                                                                                       | 29-1   | Джозеф Діас (26-0)             | UD     | 12 (12) |      | 19 травня 2018  | MGM National Harbor, Оксон Хілл, Меріленд     | Захистив титул чемпіона WBC у напівлегкій вазі (3-ій захист Расселла) |
| Перемога                                                                                       | 28-1   | Оскар Ескандон (25-2)          | TKO    | 7 (12)  | 0:59 | 20 травня 2017  | MGM National Harbor, Оксон Хілл, Меріленд     | Захистив титул чемпіона WBC у напівлегкій вазі (2-ий захист Расселла) |
| Перемога                                                                                       | 27-1   | Патрік Хайланд (31-1)          | TKO    | 2 (12)  | 1:33 | 16 квітня 2016  | Мохеган Сан Арена, Конектикут                 | Захистив титул чемпіона WBC у напівлегкій вазі (1-ий захист Расселла) |
| Перемога                                                                                       | 26-1   | Джонні Гонсалес (57-8)         | TKO    | 4 (12)  | 0:37 | 28 березня 2015 | Palms Casino Resort, Лас-Вегас, Невада        | Виграв титул чемпіона WBC у напівлегкій вазі                          |
| Перемога                                                                                       | 25-1   | Крістофер Мартін Пена (28-3-3) | UD     | 10      |      | 20 грудня 2014  | Little Creek Casino Resort, Шелтон, Вашингтон |                                                                       |
| Поразка                                                                                        | 24-1   | Василь Ломаченко (1-1)         | MD     | 12      |      | 21 червня 2014  | СтабХаб Центр, Карсон, США                    | Бій за вакантний титул чемпіона WBO у напівлегкій вазі                |